# Instanz (Recht)
Instanz ist im Prozessrecht das für einen bestimmten Verfahrensabschnitt gesetzlich zuständige Gericht nach dem hierarchischen Aufbau der Gerichtsbarkeit in den einzelnen Gerichtszweigen. 
Der Zugang zur Gerichtsbarkeit eines bestimmten Gerichtszweigs ist der Rechtsweg. Moderne Rechtsordnungen gewähren effektiven Rechtsschutz durch ein mehrstufiges Verfahren, genannt Instanzenzug (auch Rechtsmittelzug). Die Verfahrensordnungen gewähren eine Überprüfung der Beschlüsse, Verfügungen, Urteile sowie der Untätigkeit nachgesetzter Gerichte (nachgesetzter Gerichtsstand) von den diesen vorgesetzten Gerichten (vorgesetzter Gerichtsstand), wenn die Rechtszugsvoraussetzungen erfüllt sind.  Das Hintergericht (Hinterrichter) überprüft die Entscheidung des Vordergerichts (Vorderrichter). 
Die erstinstanzlich zuständigen Eingangsgerichte sind stets Tatsacheninstanzen, die Rechtsmittelgerichte (Berufungsgerichte) nur, soweit ihnen der Gesetzgeber diese Funktion zuweist. Die Revisionsgerichte sind reine Rechtsinstanzen.
Die letztinstanzlichen Gerichtsentscheidungen sind im Interesse des Rechtsfriedens unanfechtbar.

## Instanzenzug in Deutschland
Ein von der Verfassung garantierter Anspruch auf mehr als eine Instanz besteht in Deutschland nicht. Der Art. 19 Abs. 4 GG gewährt effektiven Rechtsschutz in einem Verfahrensgang. Ein Anspruch auf Anhörung vor mindestens zwei Instanzen besteht aber gemäß Artikel 47 der Charta der Grundrechte der Europäischen Union, unter der Deutschland eine Partei ist und der dementsprechenden Praxis des Europäischen Gerichtshofs für Menschenrechte (EGMR). Ein Gang zur nächsthöheren Instanz wird allein durch die verfahrensrechtliche Zulässigkeit eines Rechtsmittels eröffnet und bei dessen Unzulässigkeit ausgeschlossen. Die drei Rechtsmittel sind Berufung, Revision und Beschwerde.
Gegen letztinstanzliche Entscheidungen ist in Deutschland bei Verletzung von Grundrechten die Verfassungsbeschwerde zum Bundesverfassungsgericht zulässig. Die Verfassungsbeschwerde ist jedoch keine Erweiterung des fachgerichtlichen Instanzenzuges für das Verfahren vor den ordentlichen Gerichten oder Verwaltungsgerichten (keine sog. Superrevisionsinstanz), sondern es handelt sich um einen außerordentlichen Rechtsbehelf, in dem nur die Verletzung spezifischen Verfassungsrechts geprüft wird.
Die sachliche Zuständigkeit der Gerichte wird durch das Gesetz über die Gerichtsverfassung (GVG) bestimmt.
Die Benennungen der Gerichte im Instanzenzug sind Untergericht (Unterrichter, früher Aftergericht, Afterrichter), Mittelgericht (Mittelrichter), Obergericht (Oberrichter), Oberstgericht (Oberstrichter, nur in Bayern vorhanden) und Höchste Gerichte als Bundesgerichte (Bundesrichter als höchste Richter).
Die Instanzenzüge in Deutschland sind nach allen Verfahrensordnungen der Gerichtszweige entweder zweistufig oder dreistufig. Die ordentliche Gerichtsbarkeit umfasst das Zivilrecht und das Strafrecht.

### Zivilrecht
In bürgerlich-rechtlichen Streitigkeiten ist Gericht erster Instanz in der Regel das Amtsgericht, wenn der Streitwert 5000 Euro nicht übersteigt (§ 23 GVG). Das Amtsgericht ist in den Fällen des § 23 Nr. 2 GVG streitwertunabhängig zuständig. Die Berufungsinstanz ist das Landgericht (§ 72 Abs. 1 GVG), ausnahmsweise das Oberlandesgericht als Rechtsmittelinstanz (§ 119 Abs. 1 Nr. 1 GVG). Die Berufung in Zivilsachen ist zulässig, wenn der Wert des Beschwerdegegenstandes 600 Euro übersteigt oder das Gericht des ersten Rechtszuges die Berufung im Urteil zugelassen hat (§ 511 ZPO).
In Streitigkeiten über Ansprüche, deren Gegenstand an Geld oder Geldeswert die Summe von 5000 Euro übersteigt, ist im ersten Rechtsgang das Landgericht zuständig (mehrere Ausnahmen, § 71 GVG). Berufungsinstanz ist das Oberlandesgericht. Die Revisionsinstanz ist der Bundesgerichtshof. Ausnahmen gelten für Bayern, das das Bayerische Oberste Landesgericht unterhält.
Für Musterfeststellungsverfahren liegt die erstinstanzliche Zuständigkeit bei den Oberlandesgerichten.
Wird die Berufungsinstanz übersprungen, spricht man von Sprungrevision (§ 566 ZPO).
In Familien- oder Kindschaftssachen ist das Amtsgericht erste Instanz. Beschwerdegericht ist das Oberlandesgericht und Rechtsbeschwerdegericht der Bundesgerichtshof.

### Strafrecht
Berufungsinstanz gegen die erstinstanzlichen Urteile der Strafrichter bzw. Schöffengerichte des Amtsgerichts ist das Landgericht (§ 312 StPO, § 74 Abs. 3 GVG). Revisionsinstanz ist in diesen Fällen das Oberlandesgericht (§ 333 StPO, § 121 Abs. 1 Nr. 1b GVG). Sprungrevisionen zum Oberlandesgericht sind zulässig (§ 335 StPO, § 121 GVG). Ausnahmen gelten für Bayern, das das Bayerische Oberste Landesgericht unterhält.
Revisionsgericht gegen Urteile nach erstinstanzlicher Zuständigkeit des Landgerichts oder des Oberlandesgerichts ist der Bundesgerichtshof, § 333 StPO, § 135 Abs. 1 GVG; Ausnahme nach § 121 Abs. 1 Nr. 1c GVG.

### Fachgerichtsbarkeit
Die Gerichtszweige auf besonderen Rechtsgebieten werden Fachgerichtsbarkeiten genannt.
Arbeitsgerichtsbarkeit
Die Gerichtsbarkeit in Arbeitssachen wird ausgeübt durch die Arbeitsgerichte, die Landesarbeitsgerichte und das Bundesarbeitsgericht (Gerichte für Arbeitssachen). In dem dreistufigen Gerichtsaufbau die üblichen Berufungs-, Beschwerde- und Revisionsinstanzen. Sprungrevision vom Arbeitsgericht zum Bundesarbeitsgericht ist zulässig.
Sozialgerichtsbarkeit
Das Gericht erster Instanz in der Sozialgerichtsbarkeit ist das Sozialgericht. Berufung zum Landessozialgericht. Revisionsinstanz ist das Bundessozialgericht. Sprungrevision ist zugelassen.
Sonderfall: Das Bundessozialgericht entscheidet in erster und letzter Instanz über nichtverfassungsrechtliche Streitigkeiten zwischen Bund und Ländern oder zwischen verschiedenen Bundesländern in Sozialversicherungsangelegenheiten.
Finanzgerichtsbarkeit
Die Finanzgerichtsbarkeit ist zweistufig. Erste Instanzen sind die Finanzgerichte der Länder als obere Landesgerichte (§ 2 FGO). Zweite Instanz als Revisionsinstanz ist der Bundesfinanzhof in München.
Verwaltungsgerichtsbarkeit
Gerichte erster Instanz in der Verwaltungsgerichtsbarkeit sind die Verwaltungsgerichte der Länder. Berufung zum Oberverwaltungsgericht. In einigen Ländern werden die Oberverwaltungsgerichte auch Verwaltungsgerichtshöfe genannt. Letzte Instanz (Revisionsinstanz) ist das Bundesverwaltungsgericht. Die Verwaltungsgerichtsordnung gewährt das Rechtsmittel der Sprungrevision.
Sonderfälle:
1. Ist das Oberverwaltungsgericht oder der Verwaltungsgerichtshof erste Instanz (nach § 47, § 48 VwGO), so besteht lediglich die Möglichkeit der Revision zum Bundesverwaltungsgericht.
2. Das Bundesverwaltungsgericht kann erste und letzte Instanz nach § 50 VwGO sein.

## Instanzenzug in Österreich
Die Gerichte sind auch in Österreich in mehreren Stufen organisiert. Die Gerichtsorganisation in Österreich ist durch eine Zweiteilung in die ordentliche Gerichtsbarkeit (für Straf- und Zivilrecht) und die Gerichte des öffentlichen Rechts (für Verfassungs- und Verwaltungsrecht) gekennzeichnet.

### Straf- und Zivilrecht
Die ordentliche Gerichtsbarkeit gliedert sich in Bezirksgerichte, Landesgerichte und Oberlandesgerichte sowie den Obersten Gerichtshof. Entscheidungen von Gerichten können grundsätzlich mit Rechtsmitteln angefochten werden. Rechtsmittel sind Berufung, Rekurs und Beschwerde.
Grundsätzlich entscheidet über ein Rechtsmittel das im Instanzenzug übergeordnete Gericht. In Zivilsachen ist gegen die Entscheidung des Rechtsmittelgerichts unter bestimmten Voraussetzungen noch ein weiteres Rechtsmittel an den Obersten Gerichtshof vorgesehen. In Strafsachen ist grundsätzlich nur ein zweistufiger Instanzenzug eingerichtet.

### Öffentliches Recht
Die Gerichte des öffentlichen Rechts, der Verfassungsgerichtshof und der Verwaltungsgerichtshof, arbeiten einzügig.

## Instanzenzug in der Schweiz
Die Gerichte sind in der Schweiz überwiegend auf kantonaler Ebene organisiert. Sie umfassen alle den Bundesgerichten vorgeschalteten Instanzen. Im Zivil- und Strafrecht sind dies
- Bezirksgerichte als erste Instanz

je nach Kanton auch Kantonsgericht (in gewissen kleineren Kantonen mit nur einem einzigen Gericht erster Instanz), Kreisgericht, Landgericht, Regionalgericht oder Zivilgericht bzw. Strafgericht genannt. Ihnen vorgeschaltet sind im Zivilrecht die oft auf kommunaler Ebene angesiedelten Friedensrichter oder Vermittler.
- Obergerichte als zweite Instanz in vielen Kantonen

in anderen Kantonsgericht, daher kann dieser Begriff je nach Kanton ein Gericht erster oder zweiter Instanz bezeichnen. Im Kanton Basel-Stadt Appellationsgericht, im Kanton Tessin Appellationsgericht (zivilrechtliche Streitigkeiten) bzw. Appellationshof (strafrechtliche Streitigkeiten) und im Kanton Genf Cour de justice.
- eine dritte Instanz, nämlich das Kassationsgericht, wie sie einige wenige Kantone (Zürich, St. Gallen) kannten, ist mit den 2011 in Kraft getretenen eidgenössischen Prozessordnungen (ZPO und StPO) entfallen

Es bestehen vielfach auch Fach- oder Spezialgerichte, teilweise auch mit eigenem Instanzenzug.
Die Judikative auf Schweizer Bundesebene besteht aus dem Bundesgericht (BGer) mit Sitz in Lausanne und Luzern (zwei sozialrechtliche Abteilungen), dem Bundesstrafgericht in Bellinzona (seit April 2004) sowie dem Bundesverwaltungsgericht (seit Januar 2007) und dem Bundespatentgericht (seit Januar 2012) in St. Gallen.